# Óbudavár, Veszprém
Óbudavár  este un sat în districtul Balatonfüred, județul Veszprém, Ungaria, având o populație de 55 de locuitori (2011). 

## Demografie
Componența etnică a satului Óbudavár
     Maghiari (79,66%)
     Germani (20,34%)
Componența confesională a satului Óbudavár
     Romano-catolici (80%)
     Necunoscută (20%)
Conform recensământului din 2011, satul Óbudavár avea 55 de locuitori. Din punct de vedere etnic, majoritatea locuitorilor (79,66%) erau maghiari, cu o minoritate de germani (20,34%).  Din punct de vedere confesional, majoritatea locuitorilor (80,0%) erau romano-catolici. Pentru 20,0% din locuitori nu este cunoscută apartenența confesională.